# Técnicas de propaganda

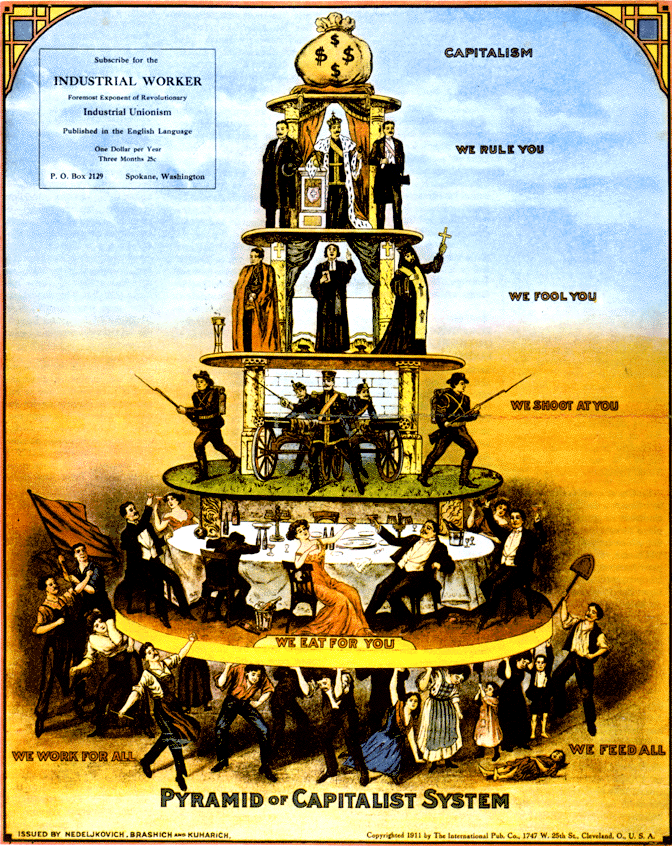
Propaganda anticapitalista

Para generar propaganda se utilizan diversas técnicas de propaganda basadas en investigaciones de psicología social. Muchas de estas mismas técnicas pueden clasificarse como falacias lógicas, ya que los propagandistas utilizan argumentos que, aunque suelen ser convincentes, no son necesariamente válidos.

## Carácter general

### Definición

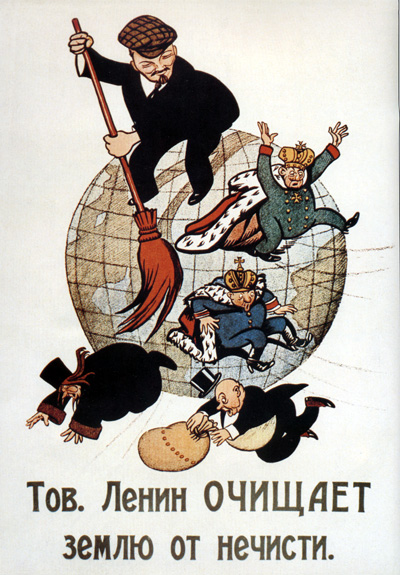
«El camarada Lenin limpia la tierra de suciedad» por Viktor Deni. Noviembre de 1920

En su libro Propaganda and Persuasion, los autores Garth S. Jowett y Victoria O'Donnell definen «propaganda» como el «intento deliberado y sistemático de moldear las percepciones, manipular mentes y el comportamiento directo para lograr una respuesta que promueva la intención deseada del propagandista». La definición de Harold Lasswell apunta con mayor detalle al aspecto técnico:

La propaganda, en el sentido más amplio, es la técnica de influir en la acción humana mediante la manipulación de representaciones. Estas representaciones pueden tomar forma hablada, escrita, pictórica o musical.
Harold Lasswell

La manipulación puede ser organizada o desorganizada, consciente o inconsciente, motivada política o socialmente. El concepto abarca desde la «propaganda estatal sistemática» para manipular la opinión pública (Edward Bernays) hasta la «propaganda sociológica» (propaganda de integración), en la que el deseo inconsciente de ser manipulado y la automanipulación llevan al individuo a adaptarse a los pensamientos y comportamiento socialmente esperados (Jacques Ellul).
La transición de la «no propaganda» a la «propaganda» es fluida. La manipulación efectiva presupone que el mensaje propagandístico está incrustado en otro acto de comunicación, por lo que la mención de esos contextos no es una refutación del carácter propagandístico de un acto de comunicación.: 73 

### Clasificación
La propaganda se entiende como una forma de manipulación de la opinión pública. La manipulación semiótica de signos es la característica esencial: «La propaganda es una forma importante de manipulación mediante símbolos».
Por lo tanto, la propaganda es una forma especial de comunicación, que se estudia en las ciencias de la comunicación y especialmente en la investigación del impacto de los medios de comunicación, centrándose en la manipulación de los medios de comunicación. La propaganda es un tipo particular de comunicación que se caracteriza por distorsionar la representación de la realidad.
Algunas técnicas se clasifican como falacias lógicas, porque la propaganda utiliza argumentos que pueden tener efectos psicológicos pero que son lógicamente inválidos.
En retórica y dialéctica se ven como sofismas, artimañas y estratagemas erísticas.
Henry T. Conserva, en su libro Propaganda Techniques (2003), clasifica las técnicas en siete grupos, a los que dedica un capítulo:
1. Falacias lógicas.
2. Diversión y evasión.
3. Apelar a las emociones.
4. Uso de la mentira y el engaño.
5. Uso de tendencias de comportamiento, capacidades mentales y procesos humanos.
6. Estilo de habla y escritura (retórica).
7. Razón y sentido común.

### Manipulación y medios de comunicación

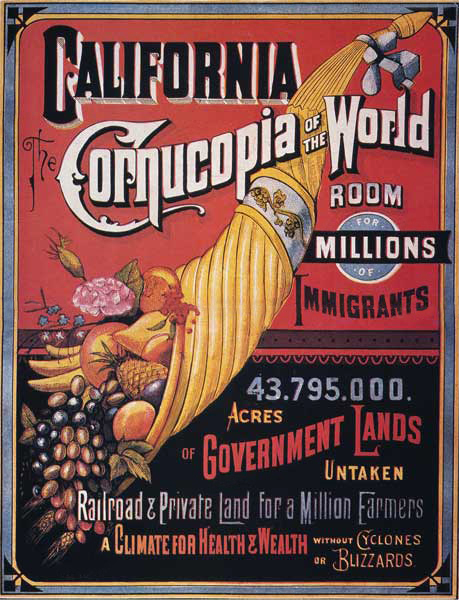
Propaganda para instar a los inmigrantes a instalarse en California, 1876

Los medios más comunes para transmitir mensajes de propaganda incluyen las noticias, los informes gubernamentales, la revisión histórica, la ciencia basura, loa libros, los folletos, el cina, las redes sociales, la radio, la televisión y los carteles. Menos comunes hoy en día es el correo postal, ejemplos de la cual han sobrevivido desde la época de la Guerra de Secesión estadounidense. En el caso de la radio y la televisión, la propaganda puede existir en segmentos informativos, de actualidad o de programas de entrevistas, así como en anuncios publicitarios, anuncios públicos o como publirreportajes de larga duración. Las campañas de propaganda a menudo siguen un patrón de transmisión estratégico para endoctrinar al grupo que es su objetivo. Puede comenzar con una transmisión simple, como un folleto lanzado desde un avión o un anuncio. Generalmente, estos mensajes contendrán instrucciones sobre cómo obtener más información, a través de un sitio web, línea directa, programa de radio, etc. La estrategia tiene como objetivo convertir al individuo de receptor de información a buscador de información —a través del refuerzo—, y más tarde de buscador de información a líder de opinión a través del adoctrinamiento.
Las estrategias de difusión de información solo se convierten en estrategias de propaganda cuando se combinan con mensajes propagandísticos. La identificación de estos mensajes es un requisito previo necesario para estudiar los métodos mediante los cuales se difunden esos mensajes.

### Aspectos psicológicos
Algunas técnicas se categorizan, analizan e interpretan psicológicamente, dentro de la psicología política, especialmente la psicología de masas, la psicología social y la psicología cognitiva, que incluye el estudio de las distorsiones cognitivas.
Con respecto a los conflictos políticos y militares, la propaganda se considera parte de la guerra psicológica y la guerra de información, que adquieren especial importancia en la era de la guerra híbrida y la guerra cibernética.

### Agrupaciones de técnicas
Estas técnicas a menudo son agrupadas en estrategias o políticas. La estrategia más famosa es la de Goebbels, ministro de propaganda de la Alemania nazi que definió once principios de la actividad propagandística:

1. Simplificación y del enemigo único: Adoptar una única idea, un único símbolo. Individualizar al adversario en un único enemigo.
2. Método de contagio: Reunir diversos adversarios en una sola categoría o individuo. Los adversarios han de constituirse en suma individualizada.
3. Transposición: Cargar sobre el adversario los propios errores o defectos, respondiendo al ataque con el ataque.
4. Exageración y desfiguración: Convertir cualquier anécdota, por pequeña que sea, en amenaza grave.
5. Vulgarización: Toda propaganda debe ser popular, adaptando su nivel al menos inteligente de los individuos a los que va dirigida. Cuanto más grande sea la masa por convencer, más pequeño ha de ser el esfuerzo mental que realizar. La capacidad receptiva de las masas es limitada y su comprensión, escasa; además, tienen gran facilidad para olvidar.
6. Orquestación: La propaganda debe limitarse a un número pequeño de ideas y hay que repetirlas incansablemente, presentadas una y otra vez desde diferentes perspectivas, pero siempre convergiendo sobre el mismo concepto. Sin fisuras ni dudas.
7. Renovación: Hay que emitir constantemente informaciones y argumentos nuevos a un ritmo tal que, cuando el adversario responda, el público esté ya interesado en otra cosa. Las respuestas del adversario nunca han de poder contrarrestar el nivel creciente de acusaciones.
8. Verosimilitud: Construir argumentos a partir de fuentes diversas, a través de los llamados globos sondas o de informaciones fragmentadas.
9. Silenciación: Acallar las cuestiones sobre las que no se tienen argumentos y disimular las noticias que favorecen al adversario, también contraprogramando con la ayuda de medios de comunicación afines.
10. Transfusión: Por regla general, la propaganda opera siempre a partir de un sustrato preexistente, ya sea una mitología nacional o un complejo de odios y prejuicios tradicionales. #Se trata de difundir argumentos que puedan arraigar en sentimientos primitivos.
11. Unanimidad: Llegar a convencer a muchos de que piensan «como todo el mundo», creando impresión de unanimidad.

op. cit. Pedro Baños

Un segundo grupo de técnicas son las diez estrategias de la manipulación mediática de Sylvain Timsit, a menudo atribuidas de forma equivocada a Noam Chomsky.

1. Distraer de lo importante: La distracción se convierte en el elemento primordial del control social. Consiste en desviar la atención del público de los problemas importantes y de las decisiones de las élites políticas y económicas, empleando para ello el bombardeo constante de distracciones y de informaciones irrelevantes, al tiempo que se evita que la gente se interese por los conocimientos esenciales. En Occidente, por ejemplo, el deporte se ha convertido en la principal distracción para desviar el interés público de lo verdaderamente importante.
2. Crear problemas y después ofrecer soluciones: Esta estrategia, conocida también como «problema-reacción-solución», consiste en crear un problema para causar cierta reacción en el público, a fin de que sea este quien exija las medidas que los dirigentes deseaban imponer. #Puede ir desde desencadenar violencia urbana, perpetrar atentados sangrientos o crear crisis económicas con el fin de que la gente demande mayores medidas de seguridad, incluso a costa de su libertad, o un retroceso en las prestaciones sociales. También se la podría denominar «estrategia del caos constructivo», consistente en generar caos, violencia y destrucción, o al menos aparentarlo de modo que la gente se lo crea, con la finalidad de generar luego otro modelo de sociedad al antojo y voluntad plena, sin ninguna oposición popular, pues será la propia gente la que reclame la vuelta a la normalidad.
3. Gradualidad: Para conseguir la aceptación de una medida extrema, basta con aplicarla gradualmente, a cuentagotas, por años consecutivos. Así, lo que hubiera podido conducir a una revolución se va tolerando mansamente.
4. Diferir en el tiempo: Presentar una decisión impopular como «dolorosa y necesaria», consiguiendo así la aceptación pública instantánea de algo que será aplicado en el futuro. Al dar más tiempo al público para que se acostumbre, terminará por aceptar el cambio con resignación.
5. Dirigirse al público como criaturas de poca edad: Cuanto más se intenta engañar al espectador, más se tiende a adoptar un tono pueril, empleando lenguaje y mensajes básicos comprensibles hasta por los más torpes.
6. Utilizar más la emoción que la reflexión: Emplear la emoción provoca un cortocircuito en el análisis racional, afectando al sentido crítico de los individuos. Al quedar así inermes, se les pueden implantar ideas, deseos, miedos, temores y compulsiones, o inducir comportamientos.
7. Mantener al público en la ignorancia y la mediocridad: Hacer que el público sea incapaz de comprender las técnicas y métodos utilizados para su control y su esclavitud, comenzando por una educación deficiente de las clases más bajas para que queden sometidas a las élites.
8. Estimular al público a ser complaciente con la mediocridad: Promover entre la gente que está de moda ser estúpido, vulgar e inculto, algo fácilmente reconocible en los reality shows.
9. Reforzar la autoculpabilidad: Hacer creer al individuo que él es el único culpable de su propia desgracia por ser poco inteligente, tener pocas capacidades o no esforzarse lo suficiente. De este modo entra en un estado depresivo que inhibe su acción, y sin ella no puede haber revolución.
10. Conocer a los individuos mejor de lo que ellos mismos se conocen: Actualmente, la tecnología posibilita un conocimiento de las personas que puede llegar a ser superior al que tienen de sí mismas, por lo que pueden ser controladas con mayor facilidad por quien lleva las riendas.

op. cit. Pedro Baños

## Técnicas específicas

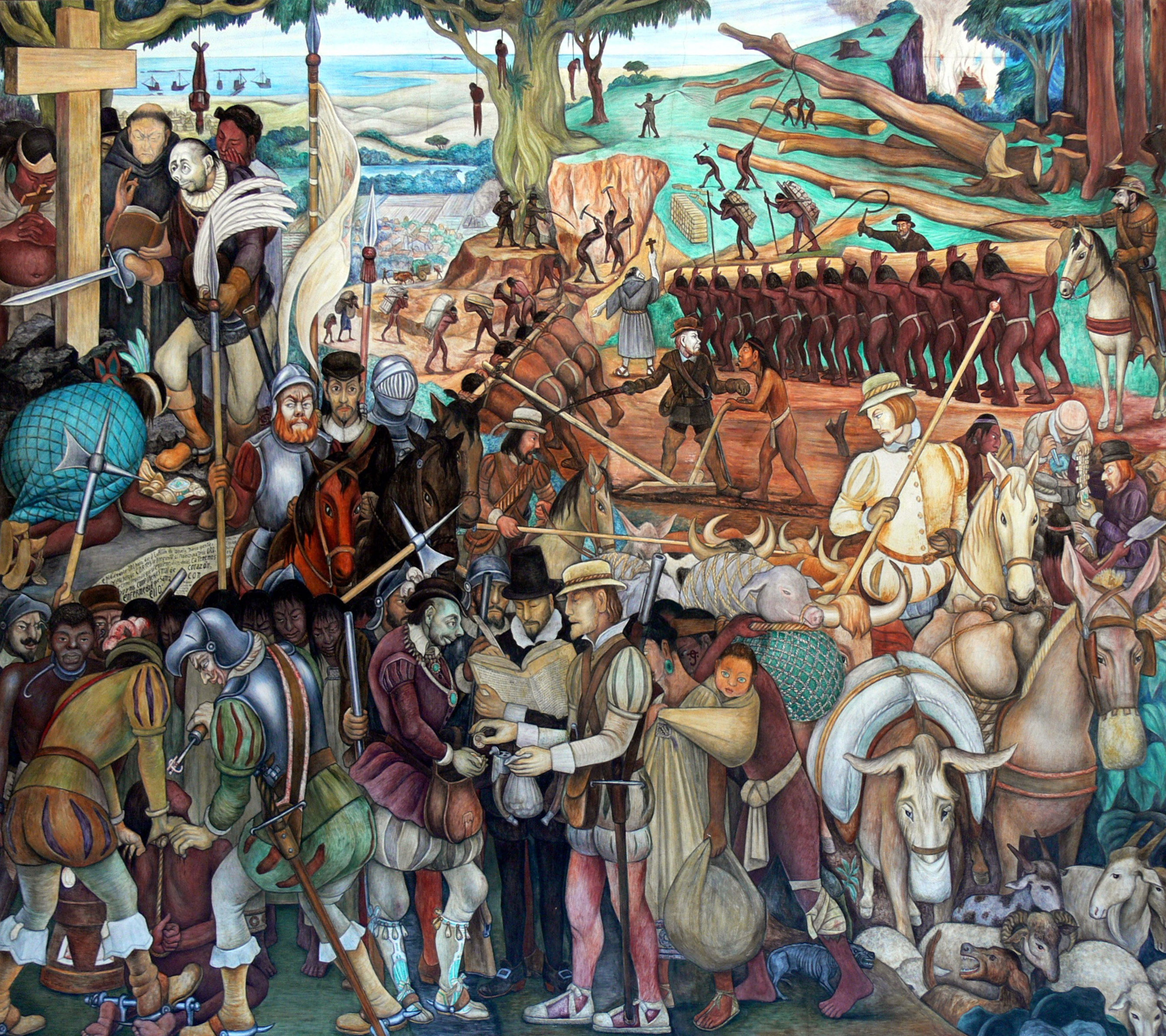
«La conquista o llegada de Hernán Cortés a Veracruz», 1951, Palacio Nacional, Ciudad de México. Los murales políticos de Diego Rivera representan una interpretación moderna de la Leyenda Negra.

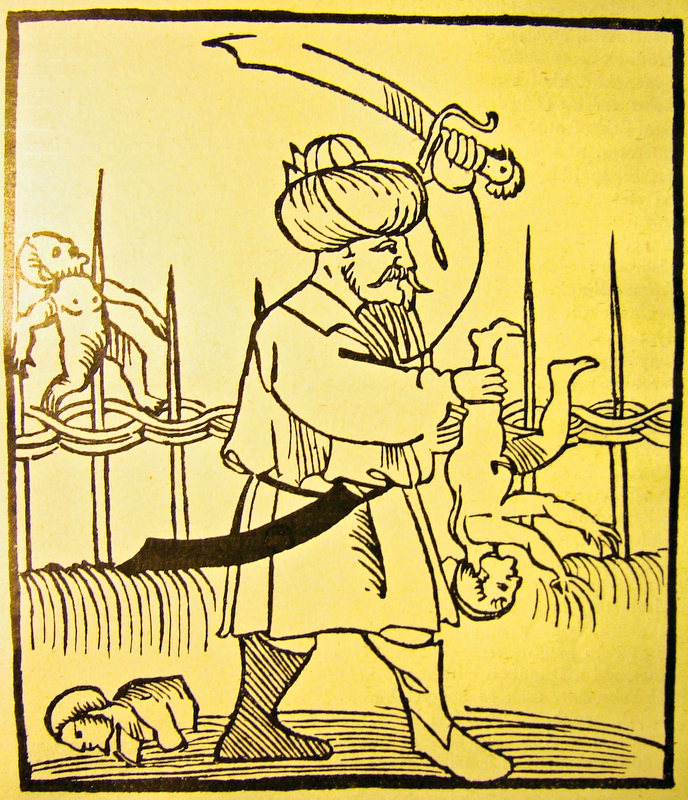
Propaganda antimusulmana en Alemania producida durante las guerras otomanas en Europa

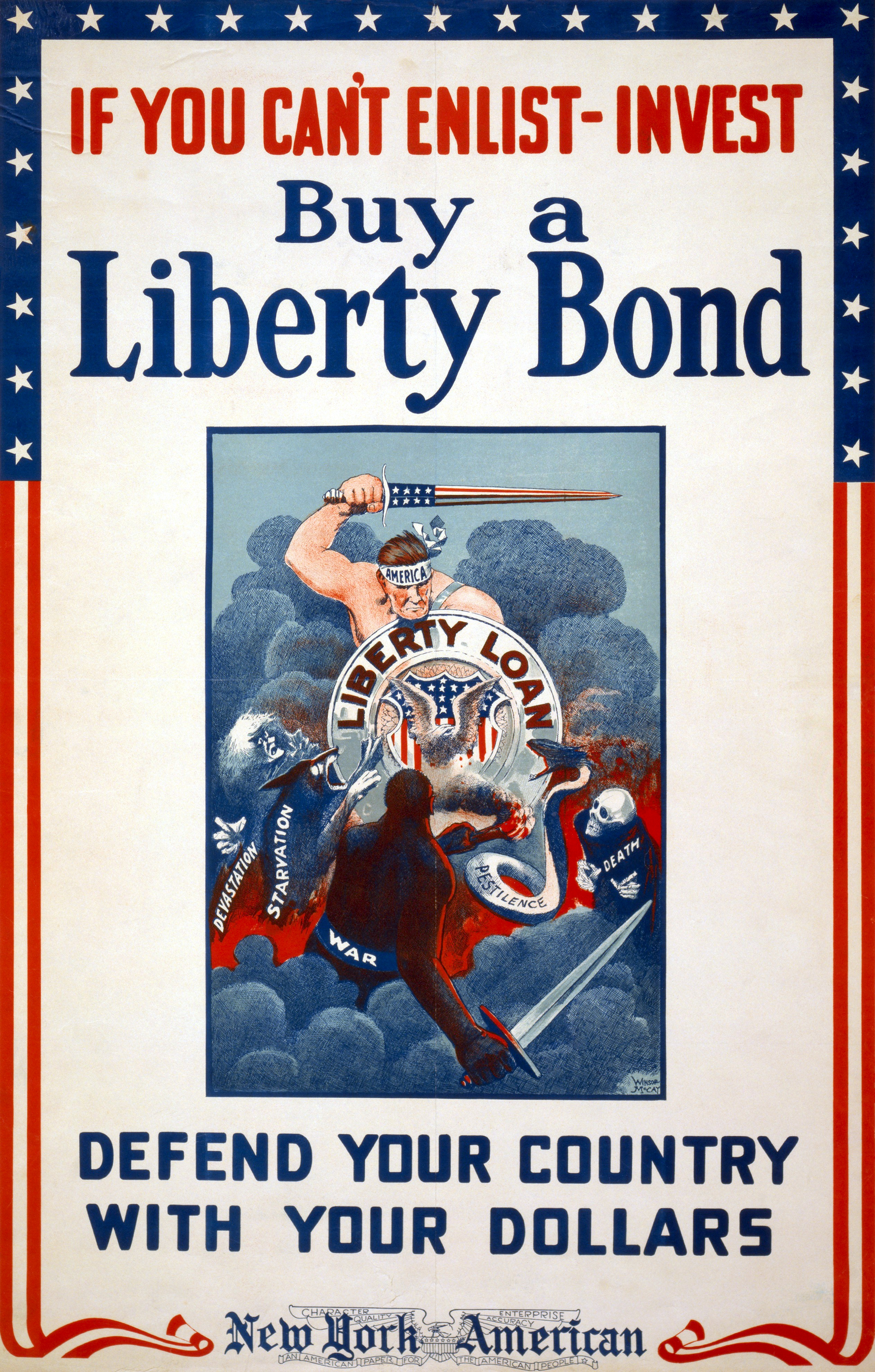
Póster de la Primera Guerra Mundial de Winsor McCay, instando a los estadounidenses a comprar «bonos de la libertad»

Los insultos gratuitos son el nivel más bajo en la jerarquía de desacuerdo de Graham

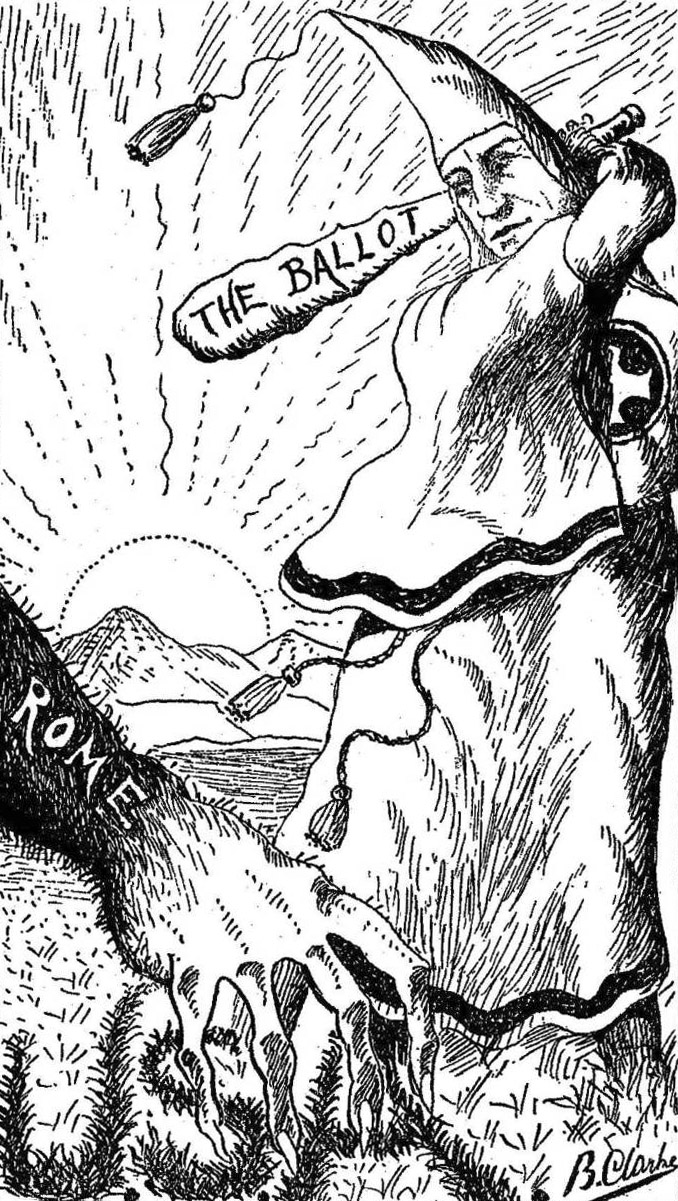
Ilustración del Rev. Branford Clarke de Heroes of the Fiery Cross (libro de alabanza al Ku Klux Klan) por el obispo Alma White, publicado por la Iglesia Pillar of Fire en 1928 en Zarephath (Nueva Jersey)

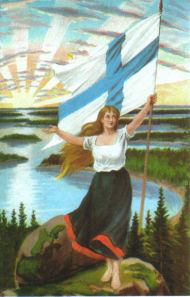
La doncella finlandesa - personificación del nacionalismo finlandés

Los académicos han identificado muchas técnicas estándar utilizadas en propaganda y persuasión.
Acusaciones falsas
Una acusación falsa es un afirmación o alegación de que ha ocurrido un delito u ofensa que es falso o no está respaldado por hechos. Se pueden utilizar en cualquiera de los siguientes contextos: informalmente en la vida cotidiana, cuasi judicialmente o judicialmente.
Ametralladora de falacias
Bombardear a un oponente político con preguntas desagradablemente complejas en una rápida sucesión durante un debate para hacer que el oponente parezca no sabe de lo que está hablando.
Ad hominem
Una frase en latín que ha llegado a significar «atacar al oponente en lugar de atacar sus argumentos».
Ad nauseam
Esta estrategia emplea la repetición incansable de una idea. Una idea, especialmente un simple eslogan, que se repite suficientes veces, puede comenzar a tomarse como la verdad. Este enfoque es más efectivo si el propagandista limita o controla los medios al mismo tiempo.
Ad populum
Las apelaciones ad populum y a la «victoria inevitable» intentan persuadir a la audiencia de que se unan y tomen el curso de acción que «todos los demás están tomando».
- Victoria inevitable: invita a los que aún no se han unido a la causa a unirse a los que ya van de camino hacia una victoria segura. Aquellos que se han unido a la causa —al menos parcialmente—, se sienten seguros de que permanecer es el mejor curso de acción. Por ejemplo, «El debate ha terminado. Casi todos aquellos cuya opinión importa están de acuerdo conmigo.»
- Únase a la multitud: esta técnica refuerza el deseo natural de las personas de estar del lado ganador. Esta técnica se utiliza para convencer al público de que un programa es la expresión de un movimiento de masas irresistible y que lo mejor es unirse a ellos.

Apelación a la autoridad
Las apelaciones a la autoridad citan figuras prominentes para apoyar una posición, idea, argumento o curso de acción.
Apelación al miedo
Las apelaciones al miedo buscan generar apoyo inculcando ansiedad y pánico en la población en general. Por ejemplo, Joseph Goebbels explotó el ¡Alemania debe perecer! de Theodore Kaufman para afirmar que los aliados buscaban el exterminio del pueblo alemán.
Apelación al prejuicio
Usar términos cargados o emotivos para atribuir valor o bondad moral a los que creen en la proposición o la apoyan.
Bombardeo de amor
Se suele usar para reclutar miembros para un culto o ideología. Consiste en que un grupo de individuos separa a una persona de su red social y la reemplace por completo con miembros del grupo que bombardean a la víctima deliberadamente con afecto en un intento de aislarla de sus anteriores creencias y sistema de valores.
Campaña de difamación
Una difamación es un esfuerzo por dañar o cuestionar la reputación de alguien mediante la propaganda negativa. Se puede aplicar a individuos, grupos o ideas.
Chivo expiatorio
Asignar la culpa a un individuo o grupo, aliviando así los sentimientos de culpa de las partes responsables y/o distrayendo la atención de la necesidad de solucionar el problema por el que se está culpando.
Citas fuera de contexto
Edición selectiva de citas que pueden cambiar de significado. Los documentales políticos diseñados para desacreditar a un oponente o un punto de vista político opuesto a menudo utilizan esta técnica.
Condicionamiento clásico
Todos los vertebrados, incluidos los humanos, responden al condicionamiento clásico. Es decir, si A siempre está presente cuando B está presente y B provoca una reacción física (por ejemplo, asco o placer), entonces cuando se le presente el objeto A en ausencia de B, se experimentará la misma reacción.
Condicionamiento operante
El condicionamiento operante implica aprender a través de la imitación. Por ejemplo, ver a una persona atractiva comprar productos o respaldar posiciones le enseña a una persona a comprar el producto o respaldar la posición. El condicionamiento operante es el principio subyacente detrás del ad nauseam, el eslogan y otras campañas repetitivas de relaciones públicas.
Configuración de la agenda
El establecimiento de la agenda significa «la capacidad [de los medios de comunicación] de influir en la importancia que se le da a los temas de la agenda pública». Si una noticia se cubre con frecuencia y de manera destacada, la audiencia considerará el tema como más importante.
Consignas
Una consigna, eslogan o lema es una frase breve y llamativa que puede incluir etiquetas y estereotipos. Aunque se pueden utilizar eslóganes para apoyar ideas razonadas, en la práctica tienden a actuar sólo como apelaciones a las emociones. Los opositores a la invasión y ocupación de Irak por parte de Estados Unidos usaban el lema «sangre por petróleo» [blood for oil] para sugerir que la invasión y sus pérdidas humanas se realizaron para acceder a las riquezas petroleras de Irak. Por otro lado, los partidarios que argumentan que Estados Unidos debería continuar luchando en Irak usan el lema «cortar y correr» [cut and run] para sugerir que la retirada es cobarde o débil. Del mismo modo, los nombres de las campañas militares, como «libertad duradera» o «causa justa» también pueden considerarse eslóganes, ideados para influir al público.

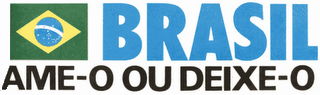
Lema nacionalista «Brasil, ámalo o déjalo», utilizado a menudo durante la dictadura militar brasileña (1964-1985)

Cliché que pone fin a la discusión
Una frase de uso común o refrán, que a veces pasa como sabiduría popular, que se usa para apaciguar la disonancia cognitiva. Ejemplos son, «Eso es tu opinión», «Es lo que hay» o «Siempre tienes que tener la razón».
Control del entorno
Un intento de controlar el entorno social y las ideas mediante el uso de la presión social.
Culpabilidad por asociación o reductio ad Hitlerum
Esta técnica se utiliza para persuadir al público objetivo de que desapruebe una acción o idea sugiriendo que la idea es popular entre los grupos odiados, temidos o despreciados por ellos. Por lo tanto, si se hace creer a un grupo que apoya una determinada política que personas indeseables, subversivas o despreciables apoyan esa misma política, los miembros del grupo original pueden decidir cambiar su posición inicial. Esto corresponde a una lógica incorrecta, en la que se afirma que A incluye X y B se dice que incluye X, por lo tanto, A = B.
Culto a la personalidad
El culto a la personalidad surge cuando un individuo utiliza los medios de comunicación para crear una imagen pública idealizada y heroica, a menudo a través de halagos y elogios incondicionales. El héroe defiende entonces las posiciones que el propagandista desea promover. Por ejemplo, los propagandistas modernos contratan personalidades populares para promover sus ideas y/o productos.
Demonización del enemigo
Hacer que los individuos de la nación opuesta, de un grupo étnico diferente o aquellos que apoyan el punto de vista opuesto parezcan infrahumanos, sin valor o inmorales, por sugestión o acusaciones falsas. Deshumanizar es también un término usado como sinónimo de demonizar, este último generalmente sirve como un aspecto del primero. Por ejemplo, el término «gooks» de la guerra de Vietnam para denominar a los pertenecientes al Frente Nacional de Liberación de Vietnam.
Desinformación
La creación o eliminación de información de registros públicos, con el propósito de hacer un registro falso de un evento o las acciones de una persona u organización, incluida la falsificación absoluta de fotografías, películas, transmisiones y grabaciones de sonido, así como documentos impresos.
Desmoralización
Propaganda hacia un adversario para erosionar el espíritu de lucha y fomentar la rendición o la deserción.
Dictado
Esta técnica trata de simplificar el proceso de toma de decisiones mediante el uso de imágenes y palabras para decirle a la audiencia exactamente qué acciones tomar, eliminando cualquier otra opción posible. Se pueden usar figuras de autoridad para dar la orden, superponiéndola con la técnica de apelación a la autoridad, pero no necesariamente. La imagen del tío Sam, «Te quiero a tí», es un ejemplo de esta técnica.
Disfemismo
Un disfemismo es una expresión con una connotación negativa. Es lo opuesto a un eufemismo.
Disonancia cognitiva
La gente desea ser coherente. Supongamos que un encuestador encuentra que cierto grupo de personas odia a su candidato a senador pero ama al actor A. Usan el respaldo del actor A a su candidato para cambiar la opinión de la gente porque la gente no puede tolerar la inconsistencia. Se ven obligados a que no les guste el actor o a que les guste el candidato.
Divide y vencerás
«Divide y vencerás» en la política y la sociología consiste en ganar y mantener el poder al fragmentar otras grandes concentraciones de poder en pedazos que individualmente tienen menos poder que quien implementa la estrategia.
Encuadre
El encuadre es la construcción social de un fenómeno social, a menudo por medios de comunicación de masas, movimientos políticos o sociales, líderes políticos u otros actores y organizaciones. Es un proceso inevitable de influencia selectiva sobre la percepción del individuo de los significados atribuidos a palabras o frases.
Estereotipos
Esta técnica intenta despertar prejuicios en una audiencia al etiquetar el objeto de la campaña de propaganda como algo que la audiencia objetivo teme, odia, detesta o encuentra indeseable. Por ejemplo, informar sobre un país o grupo social extranjero puede centrarse en los rasgos estereotipados que espera el lector, aunque estén lejos de ser representativos de todo el país o grupo; tales informes a menudo se centran en lo anecdótico. En la propaganda gráfica, incluidos los carteles de guerra, esto podría incluir la representación de enemigos con rasgos raciales estereotipados.
Etiquetado
Se utiliza un eufemismo cuando el propagandista intenta aumentar la calidad, la credibilidad o el crédito percibido de un ideal en particular. Un disfemismo se utiliza cuando la intención del propagandista es desacreditar, disminuir la calidad percibida o dañar la rectitud percibida del individuo. Al crear una «etiqueta», «categoría» o «facción» para un grupo, es mucho más fácil hablar de estos grupos y además se puede elevar o difamar al individuo sin incurrir en difamación legal. El etiquetado se puede considerar como una subcategoría de la culpa por asociación, otra falacia lógica.
Eufemismo
Un eufemismo es una palabra o expresión generalmente inocua que se usa en lugar de una que puede resultar ofensiva o sugerir algo desagradable.
Euforia
La creación de un evento que genera euforia o felicidad, o el uso de un evento atractivo para levantar la moral. La euforia se puede generar declarando un día festivo, poniendo a disposición del público artículos de lujo o montando un desfile militar con bandas de música y mensajes patrióticos.
Exageración
Una exageración (o hipérbole) ocurre cuando los aspectos más fundamentales de un enunciado son verdaderos, pero solo hasta cierto punto. También puede tomar el aspecto de «estirar la verdad» o hacer que algo parezca más importante, significativo o real de lo que realmente es. Decir que una persona comió 20 rollitos de primavera en una fiesta cuando en realidad comió 7 u 8 sería considerado una exageración.
Evidencia incompleta
Richard Crossman, subdirector británico de la División de Guerra Psicológica de la Fuerza Expedicionaria Aliada del Cuartel General Supremo (SHAEF) durante la Segunda Guerra Mundial, dijo: «En la propaganda, la verdad vale la pena [...] Es una completa ilusión pensar en el brillante propagandista como un mentiroso profesional. El propagandista brillante es el hombre que dice la verdad o esa selección de verdades que se requiere para su propósito, y la dice de tal manera que el receptor no crea que está recibiendo propaganda [...] El arte de la propaganda no es decir mentiras, sino seleccionar la verdad que necesita y mezclarla con algunas verdades que la audiencia quiere escuchar».
Falso dilema
Presentar solo dos opciones, siendo la mejor la propia. Por ejemplo, «O estás con nosotros o contra nosotros.»
Generalidades brillantes
Las «generalidades brillantes» son palabras emocionalmente atractivas que se aplican a un producto o idea, pero que no presentan un argumento o análisis concreto. Esta técnica también se conoce como efecto Forer. Por ejemplo, el eslogan de la campaña publicitaria de Volkswagen, «Das Auto», o de Ford, «Ford has a better idea!».
Gente guapa
El tipo de propaganda que trata sobre personas famosas o representa a personas atractivas y felices. El mecanismo sugiere que si las personas compran un producto o siguen una determinada ideología también serán felices o tendrán éxito. Por lo general la estrategia se usa más con fines publicitarios que políticos. A menudo también se usa la excitación sexual. Por ejemplo, un mensaje que promociona una marca de motocicletas para un público masculino también puede incluir mujeres sexualmente atractivas en bikini dentro del anuncio, para hacer que el producto sea más atractivo, al enfocarse en los deseos sexuales. Sin embargo, existen evidencias de que usar el atractivo sexual para vender un producto puede no tener éxito, ya que el público objetivo puede centrarse demasiado en las personas sexualmente atractivas del anuncio en lugar del producto en sí.
Gestionar las noticias
Según Adolf Hitler, «[l]a técnica propagandista más brillante no tendrá éxito a menos que se tenga en cuenta constantemente un principio fundamental: debe limitarse a unos pocos puntos y repetirlos una y otra vez.» Esta idea es coherente con el principio del condicionamiento clásico, así como con la idea de «permanecer en el mensaje».
Gran mentira
La articulación repetida de un conjunto de hechos que justifican la acción posterior. Las descripciones de estos eventos tienen elementos de verdad y las generalizaciones de la «gran mentira» se fusionan y finalmente suplantan la percepción precisa del público de los eventos subyacentes. Después de la Primera Guerra Mundial, la leyenda de la puñalada por la espalda alemana sobre la causa de su derrota se convirtió en una justificación para la remilitarización y el revanchismo nazi.
Hombre de paja
Un argumento de hombre de paja es una falacia informal basada en la tergiversación de la posición de un oponente. «Atacar a un hombre de paja» es crear la ilusión de haber refutado una proposición sustituyéndola por una superficialmente similar (el «hombre de paja») y rebatiéndola, sin haber discutido nunca la posición original.
Ideografo
Son palabras en el sistema de valores del público que producen una imagen positiva cuando se adjuntan a una persona o tema. «Paz», «esperanza», «felicidad», «seguridad», «liderazgo», «libertad», «la verdad», etc., son «palabras de virtud» o ideografos. Muchos ven la religiosidad como una virtud, lo que hace que las asociaciones con esta cualidad sean efectivamente beneficiosas.
Insulto gratuito
Los propagandistas usan la técnica de los insultos insultos gratuitos para incitar temores y despertar prejuicios en sus oyentes con la intención de que los nombres peyorativos hagan que los oyentes construyan una opinión negativa sobre un grupo o conjunto de creencias o ideas que el propagandista quiere que los oyentes denuncien. El método está destinado a provocar conclusiones sobre un asunto, sin que se tenga en cuenta un examen imparcial de los hechos. Los insultos son, por tanto, un sustituto de los argumentos racionales contra una idea o creencia basados en hechos y por sus propios méritos.
Laxitud de aceptación
Si el mensaje de una persona está fuera de los límites de la aceptación de un individuo o un grupo (véase ventana de Overton), la mayoría de las técnicas generarán un rechazo psicológico: el simple hecho de escuchar el argumento hará que el mensaje sea aún menos aceptable. Hay dos técnicas para aumentar los límites de aceptación. Primero, uno puede tomar una posición aún más extrema que hará que las posiciones más moderadas parezcan más aceptables. Esto es similar a la técnica de la «puerta en la cara». Alternativamente, uno puede moderar su propia posición al borde de la laxitud de aceptación y luego, con el tiempo, moverse lentamente a la posición que tenía anteriormente.
Lenguaje cargado
Se utilizan palabras y frases específicas con fuertes implicaciones emocionales para influir en la audiencia, por ejemplo, utilizando la palabra «reformas» en lugar de una palabra más neutra como «cambios».
Luz de gas
Usar la negación persistente, la distracción, la contradicción y la mentira para sembrar la semilla de la duda en un individuo o grupo objetivo, con la esperanza de que cuestionen su propia memoria, percepción, cordura y normas.
Hombre común
La estrategia de la «gente común» o del «hombre común» intenta convencer a la audiencia de que las posiciones del propagandista reflejan el sentido común de la gente. Está diseñado para ganar la confianza de la audiencia, comunicándose a la manera y con el estilo común con la audiencia objetivo. Los propagandistas usan el lenguaje y los gestos ordinarios —y visten su mensaje con comunicaciones cara a cara y audiovisuales— para intentar identificar su punto de vista con el de la persona promedio. Un ejemplo común de este tipo de propaganda es una figura política, generalmente durante las elecciones para un cargo, en un parque infantil con sus hijos o en una tienda, haciendo cosas de la rutina diaria. Esta imagen atrae a la persona común. Con esta estrategia el propagandista puede ganarse la confianza de las personas que resienten o desconfían del habla, las palabras o los gestos que suenan extrañas o intelectuales. Por ejemplo, un político que habla con una multitud del sur de los Estados Unidos podrá incorporar palabras como «y'all» y otros coloquialismos para crear una percepción de pertenencia.
Manguera de falsedades
Una técnica de propaganda en la que una gran cantidad de mensajes se transmiten de forma rápida, repetitiva y continua a través de múltiples canales (como noticias y redes sociales) sin tener en cuenta la verdad o la coherencia.
Mentira y engaño
La mentira y el engaño pueden ser la base de muchas técnicas de propaganda, incluidos los argumentos ad hominem, la gran mentira, la difamación, la puerta en la cara, la verdad a medias, los insultos o cualquier otra técnica que se base en la deshonestidad o el engaño. Por ejemplo, se ha descubierto que muchos políticos suelen estirar la verdad o mentir.
Miedo
El miedo, al igual que otras emociones, puede ser utilizado para manipular al público objetivo. Diversos estudios demuestran que cuanto más asustada está una persona, mayor será su tendencia a realizar una acción preventiva positiva. El propagandista aprovecha para manipular la acción preventiva para obtener el objetivo deseado. El método es usado con frecuencia por demagogos y fascistas, pero también se usa a menudo por ejemplo en anuncios de seguridad vial. Consiste básicamente en cuatro pasos: (1) una amenaza, (2) una recomendación específica para evitar la amenaza, (3) la percepción de que la recomendación será efectiva y (4) la percepción de que pueden seguir el comportamiento recomendado.
Miedo, incertidumbre y duda
A veces abreviado como FUD [fear, uncertainty and doubt], es un intento de influir en la percepción pública mediante la difusión de información negativa y dudosa/falsa, diseñada para socavar la credibilidad de sus creencias.
Minimización
La minimización es lo opuesto a la exageración. Es un tipo de engaño que implica la negación, junto con una racionalización, en situaciones en las que la negación completa es inverosímil.
Non sequitur
Un tipo de falacia lógica, en la que se llega a una conclusión a partir de un argumento que no la justifica. Todos los argumentos inválidos pueden considerarse casos especiales de non sequitur.
Ondear la bandera
Un intento de justificar una acción sobre la base de que se será más patriótico o, de alguna manera, beneficiará a un grupo, país o idea. El sentimiento de patriotismo que esta técnica intenta inspirar no disminuye u omite necesariamente por completo la capacidad para el examen racional del asunto en cuestión.
Pensamiento único
Reducción forzada de la discusión mediante el uso de frases o argumentos demasiado simplistas. Por ejemplo, «No hay alternativa a la guerra.»
Pista falsa, desviar la atención o arenque rojo
Presentar datos o cuestiones que, si bien son convincentes, son irrelevantes para el argumento en cuestión, para luego afirmar que validan el argumento.
Propaganda negra
Es aquella en la que se oculta el origen de la propaganda, que de saberse con toda probabilidad hubiera desacreditado la información. Por el contrario, se llama propaganda blanca a aquella que no oculta su origen.
Racionalización
Los individuos o grupos pueden usar generalidades favorables para racionalizar actos o creencias cuestionables. A menudo se utilizan frases vagas y agradables para justificar tales acciones o creencias.
Repetición
Se trata de la repetición de un determinado símbolo o lema para que la audiencia lo recuerde. Puede ser en forma de cancioncilla o una imagen colocada por todas partes. Esto también incluye el uso de frases subliminales, imágenes u otro contenido en una pieza de propaganda.
Selección de la verdad o mentira por omisión
El uso activo de declaraciones veraces selectivas para inducir a error.
Simplificación excesiva
Las generalidades favorables se utilizan para proporcionar respuestas sencillas a problemas sociales, políticos, económicos o militares complejos.
Sobrecarga de información
«La sobrecarga de información puede tener el mismo efecto que el secreto y ciertamente, a corto plazo y para las democracias de hoy, podría considerarse más efectivo.» «Cuando se produce una sobrecarga de información, es probable que se produzca una reducción en la calidad de las decisiones». «El exceso de información generada por la tecnología moderna [...] amenaza con hacer pasivos a sus receptores. La sobrecarga provoca la desconexión.»

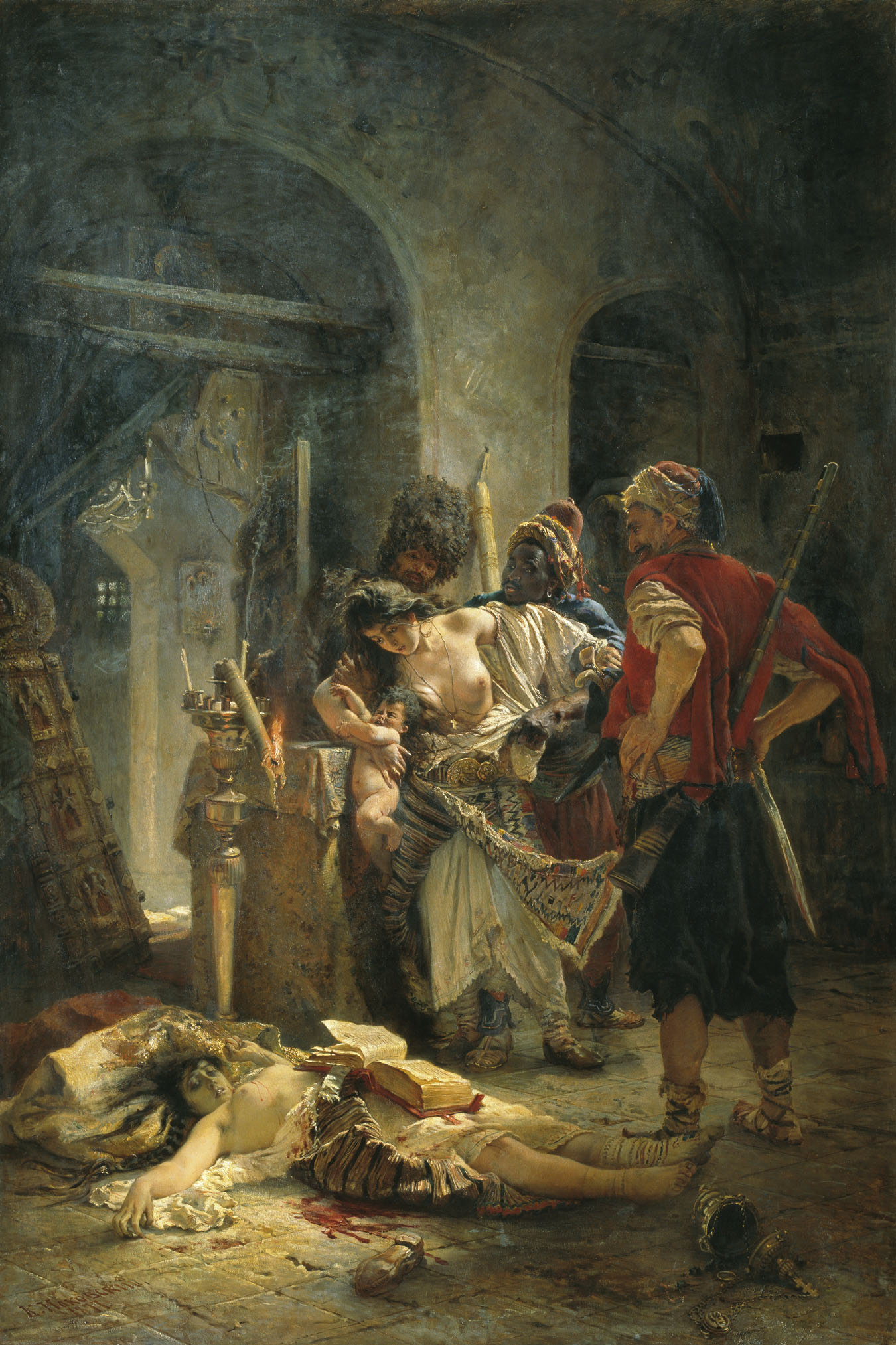
«Las mártires búlgaras», pintura de 1877 del pintor ruso Konstantin Makovsky, que representa la violación de mujeres búlgaras por las tropas otomanas durante la represión del Levantamiento de Abril un año antes, sirvió para movilizar el apoyo público para la guerra ruso-turca (1877-1878) librada con el objetivo explícito de liberar a los búlgaros.

Supuesto no declarado
Esta técnica se utiliza cuando el concepto de propaganda parecería menos creíble si se declarara explícitamente. En cambio, el concepto se asume o implica repetidamente. Este mecanismo puede estar relacionado con el encuadre, ya que cuando se presentan o discuten ideas dentro de un encuadre, no es necesario expresar muchos conceptos de forma explícita.
Técnica de la «puerta en la cara»
Se utiliza para aumentar la facilidad de aceptación de una persona. Por ejemplo, si un vendedor quiere vender un artículo por 100 $ pero el público solo está dispuesto a pagar 50 $, el vendedor primero ofrece el artículo a un precio más alto (por ejemplo, 200 $) y luego reduce el precio a 100 $ para que parezca un buen trato.
Técnica de terceros
Funciona sobre el principio de que las personas están más dispuestas a aceptar un argumento de una fuente de información aparentemente independiente que de alguien interesado en el resultado. Es una estrategia de marketing comúnmente empleada por las empresas de relaciones públicas, que implica colocar un mensaje premeditado en «boca de los medios de comunicación». La técnica de terceros puede tomar muchas formas, que van desde la contratación de periodistas para informar sobre el asunto u organización de manera favorable, hasta el uso de científicos dentro de la organización para presentar sus hallazgos, quizás perjudiciales, al público. Con frecuencia, se utilizan grupos de astroturfing o de fachada para transmitir el mensaje.
Técnica del «pie en la puerta»
A menudo utilizada por reclutadores y vendedores. Por ejemplo, el perpetrador se acerca a la víctima y le pone un alfiler con una flor o le da un pequeño obsequio a la víctima. La víctima da las gracias y ahora ha contraído una deuda psicológica con el perpetrador. El perpetrador finalmente pide un favor mayor (por ejemplo, una donación o comprar algo mucho más caro). El contrato social no escrito entre la víctima y el perpetrador hace que la víctima se sienta obligada a corresponder el favor o regalo menor con un favor más grande o comprar el regalo más caro.
Testimonio
Los testimonios son citas, dentro o fuera de contexto, mencionadas específicamente para apoyar o rechazar una política, acción, programa o personalidad determinados. Se explota la reputación o el papel (experto, figura pública respetada, etc.) de la persona que realiza la declaración. Con el testimonio, una persona o autoridad sanciona oficialmente un mensaje de propaganda. El objetivo es que el público se identifique con la autoridad o acepte las opiniones y creencias de la autoridad como propias.
Transferencia
También conocida como «asociación», es la técnica de proyectar cualidades positivas o negativas (elogio o culpa) de una persona, entidad, objeto o valor sobre otra para hacer que el segundo sea más aceptable o desacreditarlo. Evoca una respuesta emocional, que estimula al objetivo a identificarse con autoridades reconocidas. A menudo muy visual, esta técnica a menudo utiliza símbolos (por ejemplo, las esvásticas utilizadas en la Alemania nazi, originalmente un símbolo de salud y prosperidad) superpuestos sobre otras imágenes visuales.
Vaguedad intencional
Las generalidades son deliberadamente vagas para que la audiencia pueda ofrecer sus propias interpretaciones. La intención es conmover a la audiencia mediante el uso de frases indefinidas, sin analizar su validez ni intentar determinar su razonabilidad o aplicación. La intención es hacer que las personas elaboren sus propias interpretaciones en lugar de simplemente que se les presente una idea explícita. Al tratar de «descifrar» la propaganda, la audiencia renuncia a juzgar las ideas presentadas. Aún se puede considerar su validez, razonabilidad y aplicación.
Verdad a medias
Una verdad a medias es una declaración engañosa que incluye algún elemento de verdad. Tiene varias formas: el enunciado puede ser parcialmente cierto, el enunciado puede ser totalmente cierto pero solo parte de toda la verdad o se puede utilizar algún elemento engañoso, como puntuación incorrecta o doble significado, especialmente si la intención es engañar, evadir, culpar o tergiversar la verdad.
¡Y tú más!
El «¡y tú más!» o whataboutism es una variante de la falacia lógica tu quoque que intenta desacreditar la posición de un oponente acusándolo de hipocresía sin refutar directamente o desmentir el argumento. Está particularmente asociado con la propaganda soviética y rusa:. cuando se lanzaban críticas a la Unión Soviética, la respuesta soviética era «¿Qué pasa con ...?», seguido de un suceso en el mundo occidental.